# Janina Gavankar
Janina Zione Gavankar (Joliet, 29 novembre 1980) è un'attrice e musicista statunitense.

## Biografia
Nata in Illinois, figlia di Pete e Mohra Gavankar, si è laureata in teatro presso l'Università dell'Illinois a Chicago. Ha origini indiane e olandesi, la nonna materna era olandese, mentre la madre è per metà olandese e per metà indiana, originaria di Punnam, un villaggio nello stato di Andra Pradesh. Fin da piccola ha avuto una formazione come cantante, pianista e percussionista orchestrale.
Debutta nel 2002 nella commedia La bottega del barbiere e partecipa al sequel del 2004, La bottega del barbiere 2. Nel corso degli anni ha lavorato in teatro, in spot pubblicitari, in cortometraggi e film indipendenti, ottiene popolarità grazie al ruolo della lesbica promiscua Papi nelle serie televisiva The L Word e per il personaggio di Ms. Dewey nella campagna di marketing virale della Microsoft.
Nel 2008 è apparsa in serie televisive come Grey's Anatomy, Stargate Atlantis, NCIS - Unità anticrimine, Three Rivers e Dollhouse. Nel 2010 interpreta l'agente Leigh Turner, uno dei personaggi principali della serie The Gates - Dietro il cancello, mentre nel 2011 viene ingaggiata per il ruolo nella mutaforma Luna nella quarta stagione di True Blood.
In campo musicale si è distinta per una cover di Love Lockdown di Kanye West. Ha fatto parte degli Endera, un gruppo musicale sotto contratto con Universal Records. Ha collaborato con vari artisti della scena indipendente, tra cui Pratichee Mohapatra, dei Viva, nel brano Tell Me What. Ha inoltre partecipato a diverse colonne sonore per cinema e televisione suonando il marimba.
Nel 2013 prende parte ad alcuni episodi delle serie televisive Arrow e The Vampire Diaries, mentre, a partire dal 2014, diventa una delle protagoniste della serie televisiva The Mysteries of Laura, interpretando la parte della detective Meredith Bose.
Il 10 giugno 2017 è salita sul palco dell'EA Play 2017 per presentare il videogioco Star Wars: Battlefront II, in cui interpreta il ruolo di Iden Versio, la protagonista della campagna singolo giocatore.

## Filmografia

### Attrice

#### Cinema
- Why Is God..., regia di Seema Shastri – cortometraggio (2001)
- La bottega del barbiere (Barbershop), regia di Tim Story (2002)
- Dark, regia di D. A. Bullock (2003)
- La bottega del barbiere 2 (Barbershop 2: Back in Business), regia di Kevin Rodney Sullivan (2004)
- Just Speak, regia di B. J. Rayniak – cortometraggio (2005)
- Cup of My Blood, regia di Lance Catania (2005)
- Dash 4 Cash, regia di Betty Thomas (2007)
- Shattered!, regia di Joseph Rassulo (2008)
- Indian Gangster, regia di Snehal Patel (2009)
- Men, Interrupted, regia di Jonathan W. Stokes (2010)
- Quantum Quest: A Cassini Space Odyssey, regia di Harry "Doc" Kloor e Dan St. Pierre (2010) – voce
- The Custom Mary , regia di Matt Dunnerstick (2011)
- Satellite of Love, regia di Will James Moore (2012)
- Who's Afraid of Vagina Wolf?, regia di Anna Margarita Albelo (2013)
- La guerra dei sessi - Think Like a Man Too (Think Like a Man Too), regia di Tim Story (2014)
- Pee-wee's Big Holiday, regia di John Lee (2016)
- The Vanishing of Sidney Hall, regia di Shawn Christensen (2017)
- Tornare a vincere (The Way Back), regia di Gavin O'Connor (2020)
- L'incontro (Encounter), regia di Michael Pearce (2021)
- Borderlands, regia di Eli Roth (2024)

#### Televisione
- Squadra Med - Il coraggio delle donne (Strong Medicine) – serie TV, episodio 5x03 (2004)
- Dash 4 Cash, regia di Betty Thomas – film TV (2007)
- Factory – serie TV, episodi sconosciuti (2008)
- Grey's Anatomy – serie TV, episodi 5x05-5x06 (2008)
- Stargate Atlantis – serie TV, episodio 5x07 (2008)
- My Boys – serie TV, episodio 2x01 (2008)
- ACME Saturday Night – programma TV, puntata 1x01 (2009)
- NCIS - Unità anticrimine (NCIS) – serie TV, episodio 6x12 (2009)
- The L Word – serie TV, 12 episodi (2007-2009)
- Three Rivers – serie TV, episodio 1x01 (2009)
- The Cleaner – serie TV, episodi 2x03-2x13 (2009)
- Dollhouse – serie TV, episodio 1x13 (2009)
- The League – serie TV, 10 episodi (2009-2013; 2015)
- The Gates - Dietro il cancello (The Gates) – serie TV, 11 episodi (2010)
- ACME Hollywood Dream Role – programma TV, 1 puntata (2010)
- Traffic Light – serie TV, episodi 1x02-1x05-1x09 (2011)
- True Blood – serie TV, 20 episodi (2011-2013)
- Choke.Kick.Girl: The Series – serie TV, episodio 1x11 (2012)
- The Exes – serie TV, episodio 1x08 (2012)
- The Goodwin Games – serie TV, episodio 1x05 (2013)
- Just Face It, regia di Todd Bishop – miniserie TV (2013)
- Arrow – serie TV, 4 episodi (2013)
- Husbands – webserie, webisodio 3x04 (2013)
- The Vampire Diaries – serie TV, 4 episodi (2013)
- Nikki & Nora: The N&N Files – serie TV, 4 episodi (2014)
- Garfunkel and Oates – serie TV, episodio 1x06 (2014)
- The Mysteries of Laura – serie TV, 38 episodi (2014-2016)
- The History of Us, regia di Pamela Fryman – film TV (2015)
- Sleepy Hollow – serie TV, 13 episodi (2017)
- The Morning Show – serie TV, 10 episodi (2019-2021)
- Big Sky – serie TV (2021-2022)
- La donna nella casa di fronte alla ragazza dalla finestra (The Woman in the House Across the Street from the Girl in the Window) – miniserie TV, episodi 1x4 e 1x8 (2022)
- Non ho mai... (Never Have I Ever) - serie TV, episodi 4x4 e 4x9 (2023)

### Doppiatrice
- Far Cry 4 – videogioco (2014)
- Star Wars: Battlefront II – videogioco (2017)
- Horizon Zero Dawn – videogioco (2017)
- The Mighty Ones – serie animata (2020-in corso)
- Star Wars: Tales of the Jedi – serie animata, episodio 1x01 (2022)
- God of War Ragnarök – videogioco (2022)
- Forspoken – videogioco (2023)
- Alan Wake II – videogioco (2023)

## Doppiatrici italiane
Nelle versioni in italiano delle opere in cui ha recitato, Janina Gavankar è stata doppiata da:
- Francesca Manicone in Non ho mai..., Borderlands
- Rossella Acerbo in The Gates - Dietro il cancello
- Chiara Gioncardi in Sleepy Hollow
- Barbara De Bortoli in True Blood
- Maura Cenciarelli in Dollhouse
- Laura De Angelis in Grey's Anatomy
- Letizia Scifoni in The Mysteries of Laura
- Giuppy Izzo in The Vampire Diaries
- Federica De Bortoli in Arrow
- Emanuela D'Amico in The Morning Show
- Domitilla D'Amico in Big Sky

Come doppiatrice è sostituita da:
- Loretta Di Pisa in Far Cry 4
- Patrizia Mottola in Star Wars: Battlefront II
- Martina Felli in Star Wars: Tales of the Jedi